# مضارة

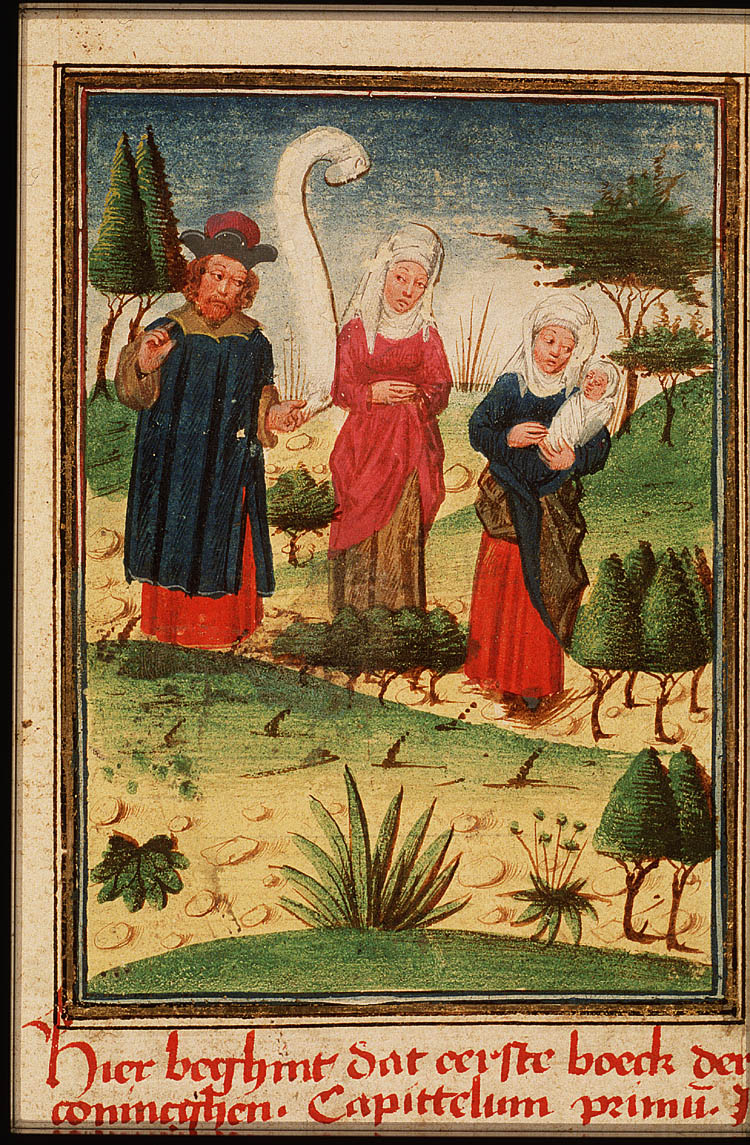
القنا وزوجتاه

المُضّارَّة أو التزوج من اثنتين في آن (بالإنجليزية: bigamy) هو الإقدام على الزواج من شخص ما بينما لا يزال الشخص متزوجًا من آخر زواجًا شرعيًا. وتعد المُضارَّة جريمة في معظم الدول الغربية، وعندما يحدث في هذا الإطار لا تكون الزوجة الأولى أو الثانية على دراية بالأخرى. في الدول التي تطبق قوانين تحرم المُضارَّة، لا تؤثر الموافقة المسبقة من الزوجة الأولى على شرعية الزواج الثاني الذي عادة ما يعد باطلاً.

## الأصول التاريخية للقوانين المناهضة للمُضارَّة
قبل أن تصبح المسيحية هي الديانة الرسمية في الإمبراطورية الرومانية تحت حكم الأباطرة قسطنطين الأول (Constantine) وديوكلتيانوس (Diocletian) ومكسيميانوس (Maximian)، تم تطبيق قوانين صارمة مناهضة للمُضارَّة عام 285 تقضي بأن الزواج الأحادي هو الشكل الوحيد لنموذج الزواج كما كان الوضع التقليدي بالنسبة إلى اليونان وروما تحديدًا. ولكن استغرق الأمر وقتًا من المجتمعات اليهودية حتى يستوعبوا المرسوم الإمبراطوري، إذ اضطر الإمبراطور البيزنطي ثيودوسيوس إلى إجبارهم على التكيف مع الوضع الجديد عام 393. وظل الوضع كذلك إلى أن أقر الحاخام جرشوم بن يهوذا (Gershom ben Judah) بعدم قبول تعدد الأزواج في المجتمعات اليهودية في عام 1000.
ووفقًا لما سجلته المؤرخة النسوية سارة ماكدوجال (Sarah McDougall)، فإن أصل الإصرار الأوروبي المسيحي على الزواج الأحادي والإصرار على فرضه قد نشأ نتيجة الزحف الإسلامي إلى وسط أوروبا في القرن السادس عشر ووصول الاستعمار الأوروبي إلى الأمريكتين وإفريقيا وآسيا الأمر الذي يعرض المسيحيين الأوروبيين إلى الثقافات التي تمارس تعدد الزوجات. وتبعًا لذلك، خضع الرجال الذي يدينون اسمًا بالمسيحية والذين قد تزوج كل منهم أكثر من امرأة لعقوبة غليظة مثل الإعدام والاستعباد في السفن والنفي والسجن لفترات طويلة عقابًا على تصرفاتهم. وتقول ماكدوجال بأن المرأة التي تتزوج أكثر من رجل في وقت واحد لم تكن تخضع لمثل تلك العقوبات الصارمة ويرجع السبب في ذلك إلى المفاهيم المرتبطة بـ 'دونية' المرأة وأيضًا 'غياب' وكالات المرأة الأخلاقية.

## الموقف القانوني
لم تعترف غالبية الدول الغربية بالزيجات متعددة الأزواج واعتبرت المُضارَّة جريمة. وأيضًا منعت دول عدة العيش بنمط حياة المُضارَّة. كانت تلك هي الحالة في بعض الولايات بالولايات المتحدة حيث نشأ تجريم نمط حياة المُضارَّة مثل قوانين مناهضة المورمون على الرغم من ندرة تطبيق هذه القوانين.
في القانون الدبلوماسي، يعفى أحيانًا الأزواج القنصليون القادمون من دول تسمح بتعدد الأزواج من الحظر العام المفروض على تعدد الأزواج في الدول المضيفة. ولكن رغم ذلك لا تُعتمد في مثل هذه الدول إلا زوجة واحدة من زوجات الدبلوماسي.

### قوانين المُضارَّة حسب الدولة
- أستراليا: غير شرعي بموجب قانون الزواج لعام 1961، المادة 94. أقصى عقوبة السجن لمدة 5 سنوات.
- بلجيكا: غير شرعي بموجب المادة 391 من «القانون الجنائي» أدنى عقوبة 5 سنوات وأقصى عقوبة 10 سنوات.
- كندا: غير شرعي بموجب قانون العقوبات، المادة 293.[9]
- الصين: غير شرعي (ولكن مسموح به بالنسبة لبعض الأقليات مثل التبتيين في بعض المناطق الريفية في الجنوب الغربي).
- كولومبيا غير شرعي باستثناءات (مثل الديانة). على الرغم من أن المُضارَّة لم يعد موجودًا في القانون القضائي الكولومبي بوصفه شخصًا واحدًا يتزوج من امرأة أخرى جديدة دون حل زواجه الأول وإنما قد يمتد ليشتمل على جرائم أخرى مثل تزوير الحالة المدنية أو حجب المعلومات.[10]
- مصر: شرعي في حالة موافقة الزوجة الأولى
- سوريا: شرعي في حالة موافقة الزوجة الأولى
- أريتريا: غير شرعي. تصل العقوبة إلى السجن لمدة 5 سنوات
- دول الاتحاد الأوروبي السبع والعشرون جميعها (انظر ملاحظات خاصة بـ المملكة المتحدة): غير شرعي.
- أيسلندا: غير شرعي وفقًا لقانون الزواج في آيسلندا رقم 31/1993، المادة 11.[11]
- غانا: غير شرعي. تصل العقوبة إلى السجن لمدة ستة أشهر.
- جمهورية أيرلندا: تعد المُضارَّة مخالفة قانونية. ويرتكبها الشخص المتزوج الذي يتزوج من امرأة أخرى من خلال مراسم زواج ينتج عنها زواج صحيح مع طرف ثالث. أُقرت هذه المخالفة بموجب المادة 57 من مخالفات قانون الأحول الشخصية 1861.[12] وتحل هذه المادة محل المادة 26 من قانون 10 Geo. 4 فقرة 34 لجمهورية أيرلندا.[13]">http://books.google.co.uk/books?id=HMw0AAAAIAAJ&pg=PA277#v=onepage&q&f=false%7Caccessdate=2011-03-15}}</ref></a>
- إسرائيل: غير شرعي. تصل العقوبة إلى السجن لمدة 5 سنوات
- إيران: شرعي في حال موافقة الزوجة الأولى
- الهند: شرعي للمسلمين فقط. تصل العقوبة لغير المسلمين إلى السجن لمدة 10 سنوات.
- ليبيا: شرعى بشرط موافقة الزوجة الأولى بموجب القانون رقم 10 لسنة 1984 بتقر بعض الأحكام الخاصة بالزواج والطلاق وأثارهما. قد تصل العقوبة إلى السجن 5 سنوات. بعد ثورة 17 فبراير 2011 أصدر المجلس الوطنى الإنتقالى قانوناً يسمح بتعدد الزوجات حتى أربعة وفقاً لأحكام الشريعة الإسلامية.
- ماليزيا: مسموح به للمسلمين بشرط تقديم موافقة قضائية تبين القدرة المالية وعدة شروط صارمة. توجد بعض الاختلافات القانونية بين الولايات (قانون الأسرة المرتبط بغير المسلمين يخضع للسلطة القضائية الفيدرالية).[14]
- جزر المالديف: مسموح لأي شخص.
- مالطة: غير شرعي بموجب قانون الزواج لعام 1975، المادة 6.
- هولندا: غير شرعي. تصل العقوبة إلى السجن لمدة 6 سنوات. إذا كان الزوج الجديد على علم بهذا التعدد، فقد يتعرض أو تتعرض للسجن لمدة لا تزيد عن 4 سنوات.
- نيوزيلاندا: غير شرعي بموجب المادة 205 من قانون العقوبات لعام 1961. تصل العقوبة إلى السجن لمدة 15 سنة.
- المغرب: مسموح به للمسلمين مع تطبيق ضوابط.
- باكستان: تعدد الزوجات في باكستان مسموح به مع الضوابط.
- المملكة العربية السعودية: المُضارَّة أو تعدد الزوجات مشروع.
- جنوب أفريقيا: مشروع للتقليديين السود الأصليين بموجب القانون 120 للزيجات العرفية لعام 1998.
- تونس: غير شرعي. تصل العقوبة إلى السجن لمدة 5 سنوات
- تركيا: غير شرعي. تصل العقوبة إلى السجن لمدة 5 سنوات
- المملكة المتحدة: غير شرعي، رغم الاعتراف ببعض الزيجات التي تعقد خارج البلاد لأغراض قانونية (انظر تعدد الزوجات في المملكة المتحدة).

في المملكة المتحدة الشخص المتهم بالجمع بين الزوجات مسؤول قانونًا عند إدانته ويخضع لعقوبة السجن مدة لا تزيد عن سبع سنوات، أو في الجريمة الجزائية يُقضى بالسجن مدة لا تتجاوز ستة أشهر أو يغرم بغرامة لا تتجاوز المبلغ المحدد أو يخضع لكلتا العقوبتين.
- الولايات المتحدة: غير شرعي في الولايات الخمسين كافة. تصل العقوبة للسجن مدة تصل إلى 5 سنوات. (ولكن انظر تعدد الزوجات في أمريكا الشمالية)

في الولايات المتحدة، قانون العقوبات النموذجي (المادة 230.1) يعرف الجمع بين زوجتين على أنه جنحة بينما يعرف تعدد الزوجات على أنه جريمة. ويصنف الزواج بأكثر من واحدة في الوقت نفسه على أنه تعدد زوجات، ويرتقي لدرجة الجريمة إذا ما حدث «في الممارسة المزعومة بـ الزواج التعددي...» ووفقًا لما قاله جويل فينبرج (Joel Feinberg) في الحدود الأخلاقية في القانون الجنائي: «تجاهل علاقات المرء غير المشروعة وفقًا إلى القانون، أمر يزداد خطورة على الصعيد الأخلاقي ويستوجب عقابًا أشد من العلاقات المماثلة الخفية المضلِّلة».
- أوزباكستان: غير شرعي.